# Гамельн
Гамельн (нім. Hameln) — місто в Німеччині, розташоване в землі Нижня Саксонія, по обидва береги річки Везер. Адміністративний центр району Гамельн-Пірмонт.
Площа — 102,30 км2. Населення становить 57 394 ос. (станом на 31 грудня 2021). Офіційний код — 03 2 52 006. Місто поділяється на 13 міських районів.
Гамельн відомий зокрема своєю легендою про Гамельнського щуролова. Мотив цієї легенди використовувався в багатьох творах світової літератури (зокрема в романі «Зачарована гора» Томаса Манна). В історії міста є химерний збіг. Середньовічна історія про щуролова алегорично повторилася в історії винаходу морфіну. Фрідріх Сертюрнер, синтезувавши морфін, відкрив в 1822 році в Гамельні аптеку, де продавав його до самої своєї смерті. А синтезований надалі з морфіну героїн продавався спочатку як дитячі ліки від кашлю.

## Географії

### Адміністративний поділ
Місто  складається з 13 районів, серед яких:
- Афферде
- Гастенбек
- Гальфесторф
- Гафербек
- Гіллігсфельд
- Зюнтельталь
- Кляйн-Беркель
- Тюндерн
- Верберген
- Рорзен
- Велліегаузен

### Динаміка населення
| Рік  | Населення |
| ---- | --------- |
| 1990 | 57 945    |
| 1995 | 58 923    |
| 2000 | 58 544    |
| 2005 | 58 676    |
| 2010 | 57 906    |

## Галерея

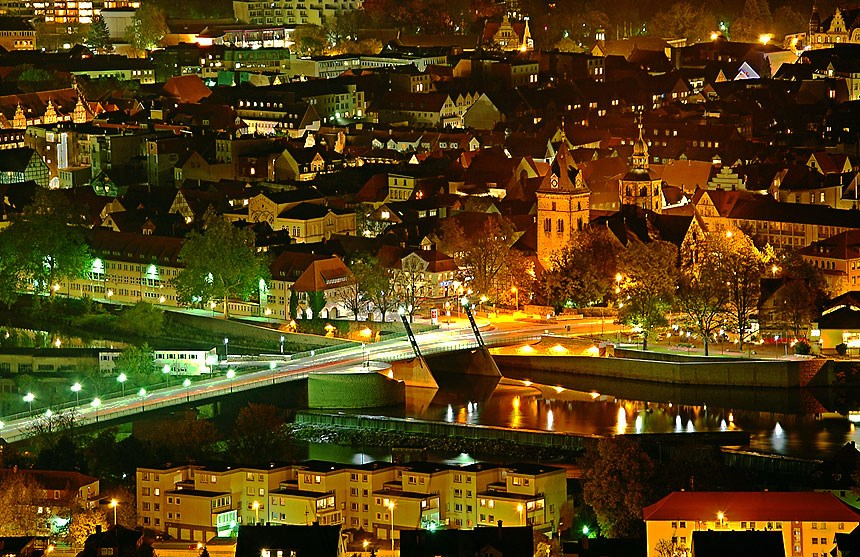
Гамельн вночі
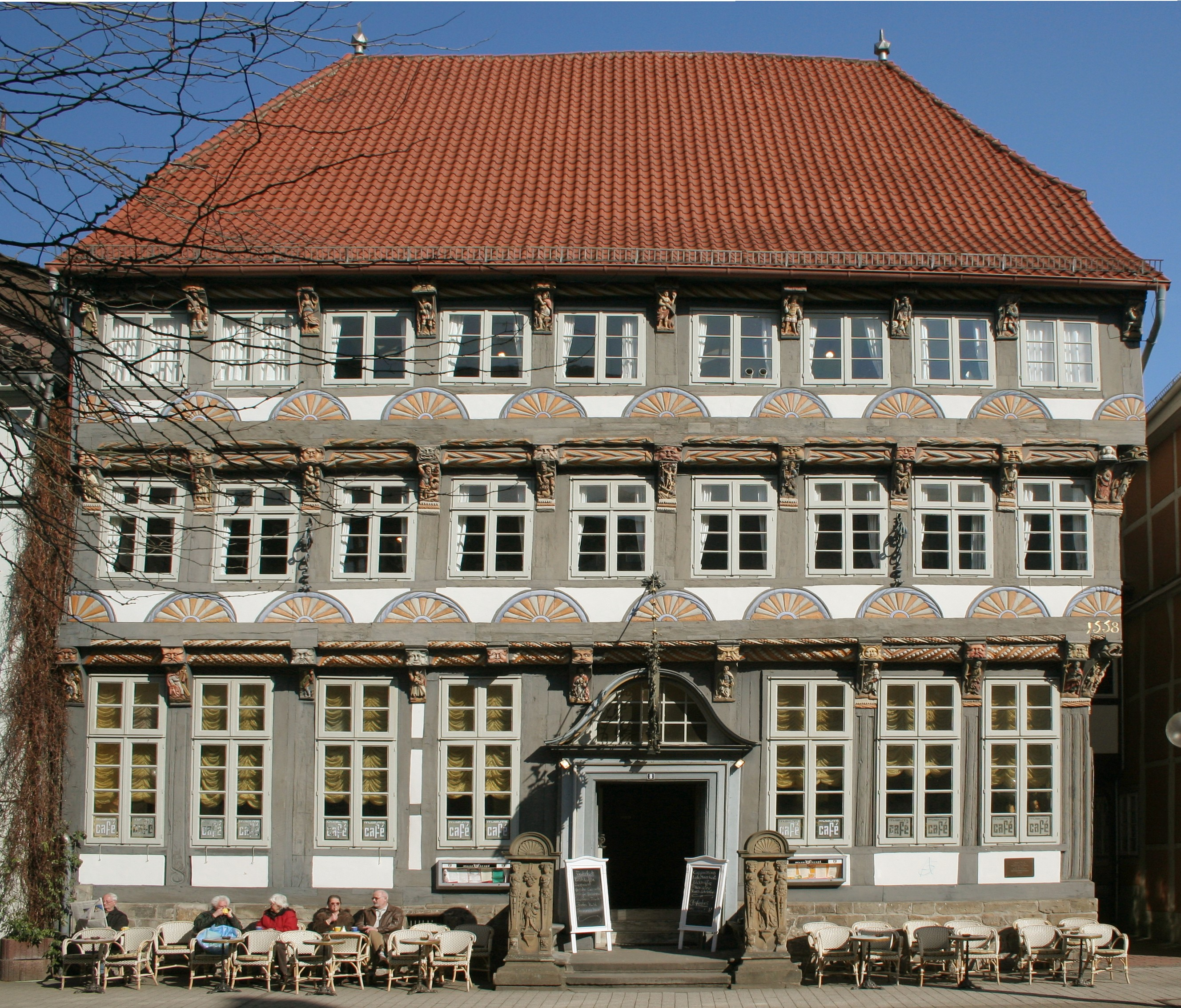
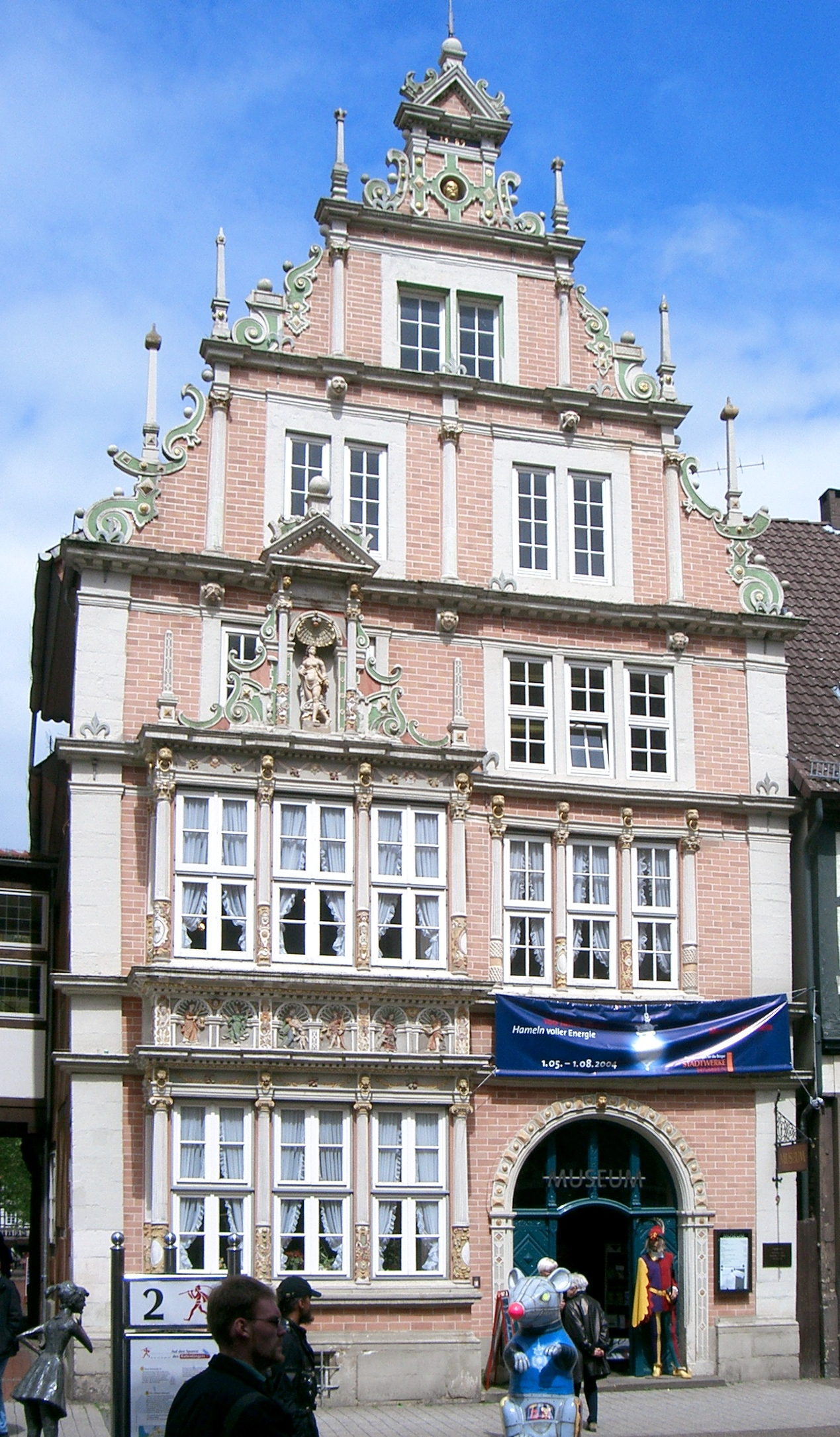
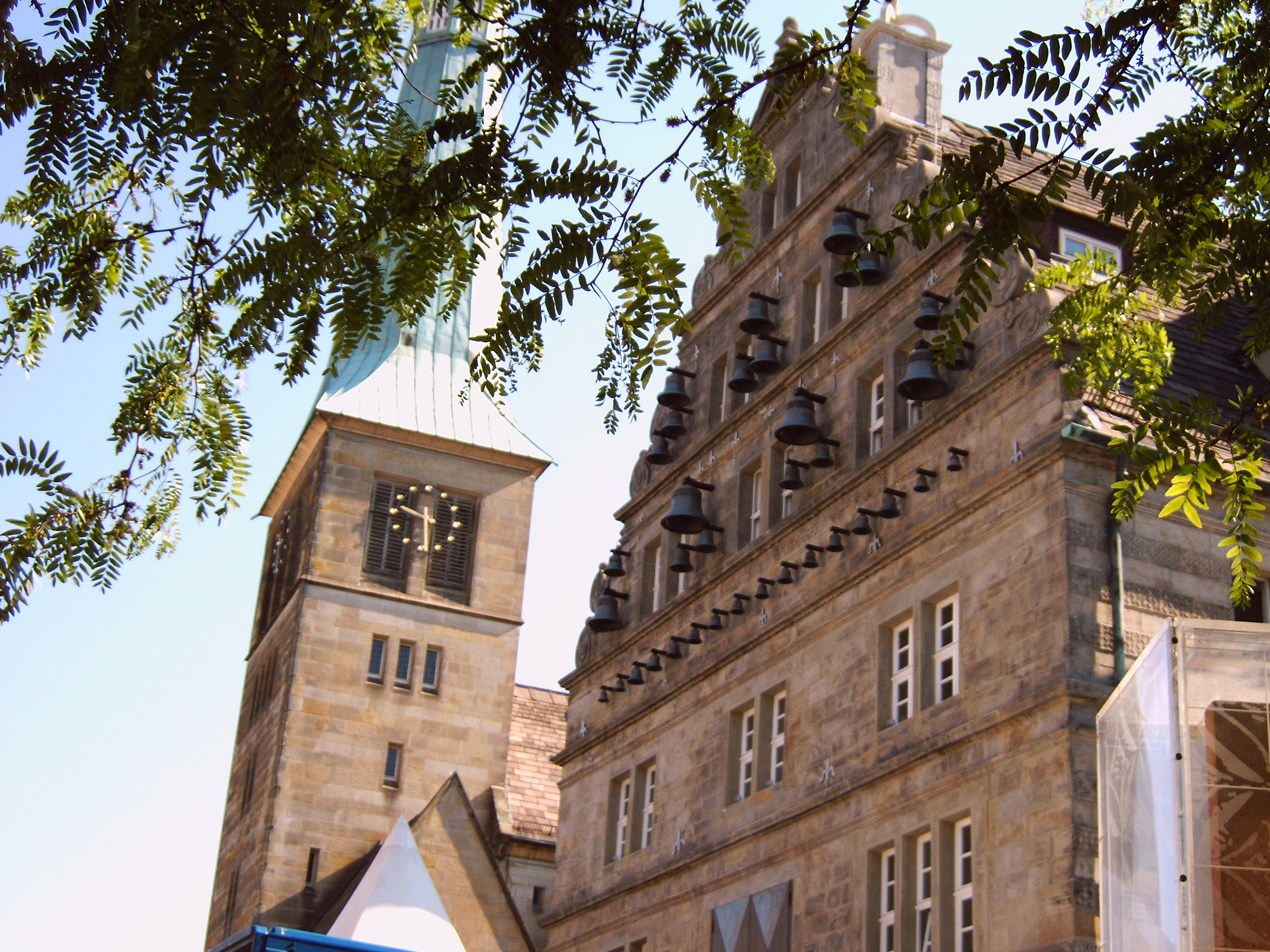